# Тес Схаутен
Тес Схаутен (нід. Tes Schouten, 31 грудня 2000) — нідерландська плавчиня. Учасниця Чемпіонату світу з водних видів спорту 2019, де в попередніх запливах на дистанції 100 метрів брасом посіла 17-те місце і не потрапила до півфіналу.